# Athysanella occidentalis
Athysanella occidentalis är en insektsart som beskrevs av Baker 1898. Athysanella occidentalis ingår i släktet Athysanella och familjen dvärgstritar.

## Underarter
Arten delas in i följande underarter:
- A. o. ladella
- A. o. wilburi
- A. o. megacauda